# 塵蟎科
塵蟎科（学名：Pyroglyphidae）是恙蟎目甲蟎亞目無氣門小目之下的一個科，包括有19個屬，56個物種。
舊屬塵蟎總科（(Pyroglyphoidea），今屬羽蟎總科（学名：Analgoidea）。

## 分類
亚科
- 尘螨亚科 Dermatophagoidinae
- Onychalginae
- Paralgopsinae
- 麦食螨亚科 Pyroglyphinae

地位未定的属
- - 尘螨属 Euroglyphus
  - Marioglyphus
  - Tuccioglyphus